# Ващенко Віра Марківна
Віра Марківна Ващенко (нар. 30 вересня 1927 — ?) — українська радянська діячка, новатор виробництва, слюсар Крюківського вагонобудівного заводу Полтавської області. Депутат Верховної Ради УРСР 7—8-го скликань.

## Біографія
Рано залишилася без батька, виховувалася у дитячому будинку. У 1945 році закінчила школу фабрично-заводського навчання у місті Кременчуці Полтавської області.
З 1945 року — робітниця, слюсар-лекальник Крюківського вагонобудівного заводу міста Кременчука Полтавської області. Ударниця комуністичної праці, отримала звання «Майстер — золоті руки».
Потім — на пенсії у місті Кременчук Полтавської області.

## Нагороди
- орден Леніна
- орден Трудового Червоного Прапора (1966)
- медаль «В ознаменування 100-річчя з дня народження Володимира Ілліча Леніна» (1970)
- медалі
- значок «Відмінник соціалістичного змагання УРСР»